# Каньон Северный
Каньон Северный (лат. Chasma Boreale, произносится «ха́сма бореа́ле») — длинный и широкий каньон в северной полярной шапке Марса, расположенный на 83° северной широты и 47,1° западной долготы. Каньон, имеющий протяжённость ок. 560 км, является одной из наиболее заметных, интересных и загадочных деталей зоны оледенения у северного полюса Марса.
Подробные фотосъёмки каньона Северный были получены в ходе миссий космических аппаратов НАСА «Mariner 9» и «Mars Reconnaissance Orbiter» (MRO). Учёных сразу чрезвычайно заинтересовало происхождение этой огромной трещины. Согласно первоначальным гипотезам, разлом стал следствием вулканической активности, подтопившей ледяной слой, ветровой эрозии или какого-то катастрофического события, произошедшего от 5 до 10 млн лет назад. Но д-р Джек Хольт из Института геофизики Техасского университета, исследовавший марсианскую полярную шапку с помощью радара SHARAD (Shallow Subsurface Radar) и сопоставивший полученные результаты с данными MRO, пришёл к выводу, что разлом имеет более древнее и сложное происхождение:

Данные MRO ясно показывают, что разлом сформировался в намного более древнем ледяном пласте, датируемом миллиардами лет. Из-за формы древнего ледника каньон становился всё глубже, по мере того как вокруг него формировались более молодые ледяные слои. Ветры, дующие над полярной шапкой, вероятно, препятствовали тому, чтобы новый лед накапливался в разломе, [не давая ему заполняться].
Оригинальный текст (англ.)The MRO data clearly show the chasm formed… in a much older ice sheet dating back billions of years. Due to the shape of that ancient sheet, the chasm grew deeper as newer ice deposits built up around it. Winds sweeping across the ice cap likely prevented new ice from building up inside the chasm [so it never filled up]

Постоянное направление ветра определялось рельефом местности. Ветры, дующие в районе разлома, сопровождались мощными пылевыми бурями. Покрывая лёд, пыль способствовала его дальнейшему таянию.
Учёные предполагают, что крутые ледяные склоны Chasma Boreale имеют обнажения древних ледяных пластов. Их дальнейшее изучение может пролить свет на историю марсианского климата.